# Erica Cipressa
Erica Cipressa (n. 18 mai 1996, Veneția, Italia) este o scrimeră italiană, medaliată olimpică. A participat la o ediție a Jocurilor Olimpice (2020) în care a câștigat o medalie de bronz.

## Participări
Lista de mai jos prezintă principalele competiții la care a participat Erica Cipressa de-a lungul carierei.
- Floretă feminin pe echipe la Jocurile Olimpice de vară din 2020[2]